# Åldersgräns
Åldersgräns är en föreskriven lägsta eller högsta ålder för att få göra vissa saker. Åldersgränser kan skilja sig åt mellan olika länder och finns oftast reglerade i lagen.